# マゴマゴタイムズ
マゴマゴタイムズは、日テレG+の「ニュース&カルチャー」枠（読売新聞担当枠。製作・フェザンレーブ）で放送されていた子育て教養番組である。
同枠の廃止に伴い、2012年3月終了。

## 放送日時
- 日曜 11:00 - 11:55
- 月曜 11:30 - 12:25

原則隔週日曜日に初回放送され、以後3回繰り返し。

## 出演
- 岡田眞善
- 有澤晴香